# Мережевий жаргон

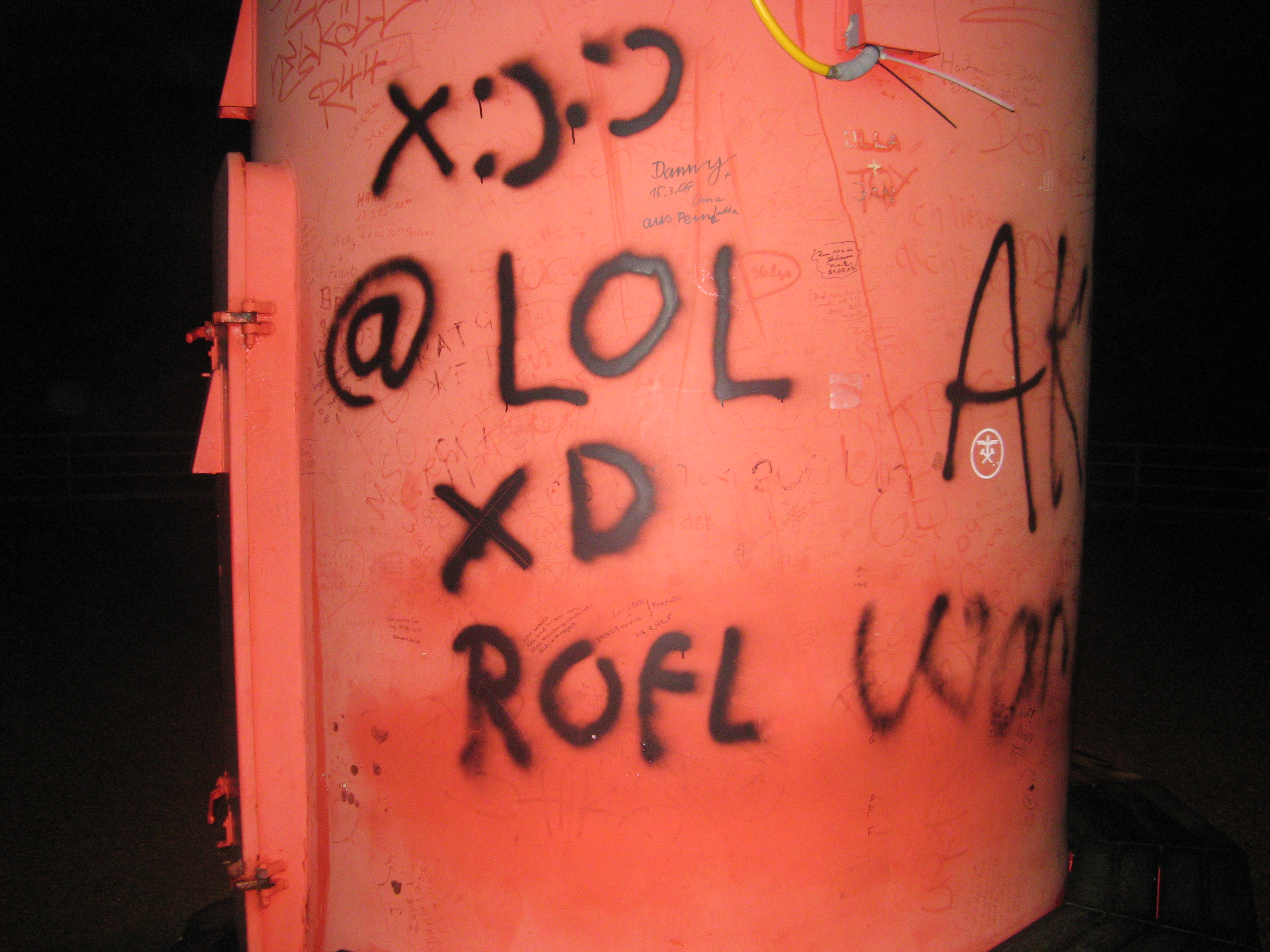
Графіті жаргону з мережі

Мережевий жаргон, мережевий сленг — жаргон, що використовується під час спілкування в комп'ютерній мережі, насамперед через найглобальнішу з них : Інтернет .
На цей момент чіткого визначення цього терміна сформулювати неможливо, тому що мережевий сленг постійно змінюється, як і його тенденції. Один із найпопулярніших прикладів мережевого жаргону - " ЛОЛ " (англ. LOL - laughing over loud), що означає «дуже голосно сміюся». Найчастіше ці слова або вирази використовуються для скорочення повних слів і речень: так, щоб висловити відсутність бажання читати довгий текст, можна використовувати абревіатуру TL; DR . Мережевий жаргон став популярним разом із розвитком соціальних мереж та ігрових платформ; деякі використовують сленг для задоволення, а деякі навіть у реальному житті  . Згідно досліджень, основною причиною використання мережевого жаргону є полегшення спілкування та набору літер: це дозволяє економити час та збільшувати швидкість читання  .

## Приклади українського мережевого сленгу
- зроз[3] - відносно нове слово в українському сленгу, яке набуло популярності у другій половині 2020-го року, як аналог російського пон[4] та англійського ок[5]